# The Upcoming Terror
The Upcoming Terror — дебютный студийный альбом трэш-метал группы Assassin, был выпущен 1987 году на лейбле Steamhammer Records.

## Список композиций
- «Forbidden Reality» (5:32)
- «Nemesis» (3:48)
- «Fight (To Stop The Tyranny)» (2:26)
- «The Last Man» (6:49)
- «Assassin» (5:50)
- «Holy Terror» (4:52)
- «Bullets» (4:07)
- «Speed Of Light» (2:50)

## Состав
- Robert Gonnella — вокал
- Dinko Vekie — гитара
- Scholli — гитара
- Markus 'Lulle' Ludwig — бас-гитара
- Psycho — барабаны